# Crvenka
Crvenka (serbisch-kyrillisch Црвенка, deutsch Tscherwenka / Rotweil, ungarisch Cservenka) ist eine serbische Kleinstadt in der Opština Kula im Okrug Zapadna Bačka in der Provinz Vojvodina. Der Ort wurde 1978 zur Stadt erhoben und hatte 2011 etwa 9.000 Einwohner. Die Stadt liegt am Großen Batschka-Kanal.

## Name
Die Herkunft des Namens ist nicht eindeutig, sodass es über den Ursprung des Namens mehrere Annahmen gibt, de facto ist jedoch ein slawischer Ursprung anerkannt. Eine Annahme besagt die Ableitung vom Wort crven, crvena bzw. crveno, das im Urslawischen für die Farbe Rot steht, der auf die reich vorhandene rote Erde um Crvenka zurückzuführen ist. Eine andere bezieht sich auf das damalige zahlreiche Vorkommen von rotem Klatschmohn im Tal von Crvenka, dem Crveni mak. Eine weitere Annahme leitet Crvenka von cer bzw. Hrast cer ab, die südslawische Bezeichnung für die Zerreiche, und vom slawischen Wort venac, das für Kranz steht, denn in der Umgebung gab es mehrere kranzartig verlaufende Haine, die aus dieser Gattung der Eichen bestanden. Namensgeber von Crvenka soll der mittelalterliche slawische Stamm der Bajšani gewesen sein, dessen Vieh dort weidete, was die slawische Herkunftsthese des Namens bekräftigt. Als Teil des Königreichs Ungarn wurde die Kleinstadt in ungarischer Schreibweise als Cservenka und während der deutschen Kolonisation vom 18. bis Mitte des 20. Jahrhunderts als Tscherwenka oder Rotweil bezeichnet.

## Geographische Lage und Klima
Die Stadt liegt am Großen Batschka-Kanal im Okrug Zapadna Bačka und gehört zur Gemeinde Kula. Sie liegt 148 km nördlich der Hauptstadt Belgrad, 63 km von Novi Sad und 33 Kilometer östlich von Sombor im nordserbischen Batschka-Tiefland in der Pannonischen Tiefebene. Die Region ist größtenteils Flachland.
Sie liegt in der gemäßigten Klimazone und weist (nach österreichischer Einteilung) ein typisches pannonisches Klima auf, mit geringen Niederschlägen, heißen Sommern und kalten Wintern.

## Geschichte

### Vorgeschichte und Antike
Die Region um Crvenka war während ihrer prähistorischen Ära lange Zeit von Wassern bedeckt. Auf dem Gebiet zwischen der Donau und dem ebenfalls im Okrug Zapadna Bačka liegenden Telečka-Plateau befand sich ein großer See, der von römischen Schriftstellern als „Süßer See“ bezeichnet wurde. Zu dieser Zeit konnte man mit dem Boot bis zum Mittelgebirge Fruška Gora und zur Landschaft Srem reisen. Rund um die Kleinstadt gibt es noch zahlreiche Buchten und Senken als Überbleibsel früherer Quellen und Bäche, die das Telečka-Plateau durchzogen. Das Plateau war auch von dichten Wäldern bedeckt, die reich an unterschiedlichen Wildtieren waren. In der Kupinovoj dolina, einem Tal nahe dem kleinen Bahnhof von Crvenka an der Bahnstrecke nach Subotica, fand man Überreste von Urzeit-Tieren, z. B. von einem Mammut.
Während des Frühneolithikums gehörte die Region zur Starčevo-Kultur. Belegt ist, dass später die Kelten auf dem Gebiet um Crvenka sesshaft wurden. So fand man nach archäologischen Grabungen in unmittelbarer Nähe im benachbarten Kula Gegenstände aus keltischer und römischer Zeit, darunter Halsketten, Urnen, Tongefäße sowie keltische und römische Münzen, letztere sind als Follis bekannt, auf denen Konstantin der Große abgebildet ist. Andere stammen aus der Republik Venedig. Ab der Mitte des 1. bis zum 4. Jahrhundert gehörte die Region zum Herrschaftsgebiet der Jazygen. Ab dem 5. Jahrhundert stießen massenweise slawische Stämme und ab dem 9. Jahrhundert finno-ugrische Stämme in die Region vor, die sie besiedelten. Im 11. Jahrhundert wurde die Ortschaft innerhalb der neu geschaffenen Gespanschaft Bács-Bodrog dem Königreich Ungarn angegliedert.

### Mittelalter bis heute
Nahe Crvenka fand man Münzen, die während der Herrschaft des ungarischen Königs Andreas II. (1205–1235) hergestellt wurden. Mit der aggressiven Expansion der nach Südosteuropa anrückenden Osmanen begann ab dem 13. Jahrhundert eine schrittweise Emigration durch Flucht und Vertreibung der serbischen Bevölkerung aus den südlichen Gebieten des serbischen Reiches bzw. aus Altserbien in Richtung Norden und somit auch in die Region um Crvenka, das zu der Zeit auf dem Gebiet des Königreichs Ungarn lag. Besonders nach der Schlacht von Marica 1371 zwischen einer serbischen Streitmacht und dem osmanischen Heer, welche die Osmanen für sich entscheiden konnten, gelangten immer mehr Serben über die Save und Donau in die Region. Diese osmanische Expansion erfolgte besonders ab 1381, konnte jedoch anfangs durch schwere Niederlagen in den Schlachten bei Dubravnica 1381 und wenige Jahre später in der Schlacht bei Pločnik gestoppt werden. Nach der Schlacht auf dem Amselfeld 1389, die ohne eindeutigen Sieger endete, im Ergebnis jedoch den Widerstand der Serben gegen die Osmanen in den nachfolgenden Jahren entscheidend schwächte, verstärkte sich der Massenexodus der Serben in Richtung Norden. Die Ausdehnung des Osmanischen Reiches konnte auf Dauer nicht gestoppt werden, so dass 1459 ganz Serbien und Südungarn nach der Niederlage des ungarischen Heeres in der Schlacht bei Mohács 1526 dem Reich einverleibt wurden.
Erstmals erwähnt wurde Crvenka im 16. Jahrhundert, als es zum Osmanischen Reich gehörte. In den folgenden Jahrzehnten ging es den Ungarn nur mehr darum, das weitere Vordringen der Osmanen in Richtung Mitteleuropa möglichst zu verhindern. Der ungarische König Leopold I. (1658–1705) befürwortete daher mit zahlreichen Versprechen an die Serben deren erste organisierte Ansiedlung in die Region ab Mitte des 17. Jahrhunderts, um damit die durch die Habsburger zurückeroberten südlichen Gebiete des ungarischen Königreiches vor den Osmanen zu sichern, die sporadisch in die Region einfielen. Ende des 17. Jahrhunderts nahmen die Massenvertreibungen der serbischen Bevölkerung aus dem Kosovo und Metochien zu, was zur großen serbischen Emigration von 1690 in Richtung Norden führte. Die serbische Bevölkerung lebte auch unter den Habsburgern unter schwierigen Bedingungen, weil die Reichsregierung ihr Versprechen an die Serben nicht erfüllte, so dass diese überwiegend einfache Bauern blieben.

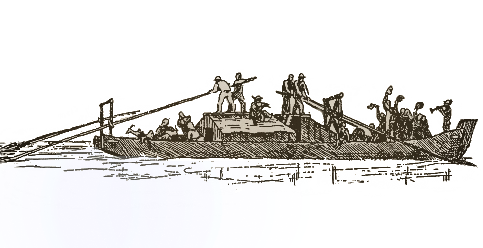
Ulmer Schachtel (historische Darstellung)

Während dieser Periode begann auch die Ansiedlung der Deutschen, die während der Herrschaft von Joseph I. einsetzte, sich unter Karl VI. und Maria Theresia fortsetzte und während der Herrschaft von Joseph II., als sie ihren Höhepunkt erreicht hatte, beendet wurde. Maria Theresia war die erste, die in einem größeren Ausmaß Deutsche in der Region ansiedelte, vor allem in der Bačka, zu der Crvenka gehörte. Die Bačka war wegen der ständigen Auseinandersetzungen mit den Osmanen großteils verlassen oder die Orte und Siedlungen waren nur unzureichend bevölkert. Joseph II. beschloss daher, diesen Lebensraum mit Deutschen zu besiedeln, die der absolutistischen kaiserlichen Führung die Treue hielten und als qualifizierte Landwirte die neu besiedelten Gebiete kultivierten. Die Ansiedlung der Deutschen fand im Einklang mit der von der Politik geförderten Germanisierung statt. Joseph II. erkannte, dass für die Besiedlung der Region die Bevölkerung vom Oberrhein, genauer aus Baden, Württemberg, Elsass, Lothringen, Hessen und der Pfalz am geeignetsten war, weil dort der Bauernstand am ausgeprägtesten war. Eine kaiserliche Verkündung über die Kolonisation der Region, die am 21. September 1782 veröffentlicht wurde, fand bei der Bevölkerung am Oberrhein Zuspruch.
Die Verkündung versprach jeder Familie ein Haus mit Nutzgarten, den Bauern ausreichend landwirtschaftliche Nutzflächen, Vieh und einen Großteil der dafür benötigten landwirtschaftlichen Geräte sowie den Handwerkern Werkzeuge in vollem Umfang und 50 Forint. Jeder Familie wurden die Reisekosten bereitgestellt und die Befreiung von Steuern, Abgaben und Lasten für zehn Jahre garantiert. Obwohl die Herrscher der zum Heiligen Römischen Reich gehörenden Regionen versuchten, die Auswanderung zu verhindern, gelang es zahlreichen Familien, in der Hoffnung auf ein besseres Leben auszuwandern. Die Auswanderungen begannen im Frühjahr 1783. Erster Sammelpunkt war Regensburg. Dort erhielten die Reisenden entweder neue Reisepässe oder die bisherigen wurden für gültig befunden. Die zehntägige Reise nach Wien wurde auf der Donau mit kleinen Schiffen fortgesetzt. Dort erhielt jede Person zwei Forint und eine Art Siedler-Pass, auf dem der Ort vermerkt war, wo die Familien angesiedelt werden sollten. Die Kolonisten, die der Gespanschaft Bačka zugeordnet waren, wurden sofort zu einer Art Ansiedlermeldestelle nach Sombor geschickt. Dort erhielt jeder pro Monat weitere zwei Forint, dazu jedes über zehn Jahre alte Familienmitglied einen Kreuzer, sowie Mehl, Feuerholz, Heu und Essig bis zur Fertigstellung des Wohnhauses. So kamen im Juni 1783 die ersten Kolonisten von Sombor nach Crvenka. Vor der Besiedlung der heutigen Kleinstadt war Crvenka ab 1655 ein Feudalwesen zwischen Sivac und Kula. Die Ansiedler trafen dort auf einheimische serbische Familien, die mit der Zeit verschwanden, jedoch wurde nach ihnen die damalige Ratzsgasse benannt. „Ratzen“, „Raizen“, oder „Rasizer“ war die frühere deutsche und ungarische Bezeichnung für die Serben, die Bewohner von Raszien, eines im Mittelalter existierenden selbständigen serbischen Fürstentums.
Im Jahre 1785 wurden weitere 610 Familien angesiedelt. Davon stammten ca. 150 aus dem Elsass, 200 aus der Pfalz, 70 aus Hessen und 30 aus dem heutigen Saarland. Weitere Familien kamen aus Baden, Württemberg und anderen deutschen Ländern. Die Ansiedlung von Crvenka erfolgte im Rahmen des sogenannten „Dritten Schwabenzuges“ unter Kaiser Joseph II. Es war die größte Gemeinde der josephinischen Siedlungsphase und im Jahre 1944 mit ca. 8000 deutschen Bewohnern nach Apatin die größte Gemeinde dieser Volksgruppe in der Bačka. Für die Kolonisten war hauptsächlich Ulm die Sammelstelle, von dort aus begann die Reise auf der Donau mit kleinen Schiffen, den „Ulmer Schachteln“. Bei einem Aufenthalt in Wien wurden die Aussiedlungsformalitäten abgewickelt (protokolliert), dann erfolgte eine Weiterfahrt donauabwärts bis Apatin. Von dort wurden die Siedler in die neu angelegten Ortschaften verteilt. Das nach einem Bebauungsplan angelegte Crvenka bestand aus fünf fast zwei Kilometer langen Längsgassen, später kam eine sechste dazu, und sechs Quergassen (Kreuzgassen). Der Ort ist ein Beispiel für eine schachbrettartige Anlage mit großzügiger Straßenführung. Die Siedler gehörten zu der Gruppe der Donauschwaben. Bis zur Endphase des Zweiten Weltkrieges überwog in Crvenka der deutsche Bevölkerungsanteil.

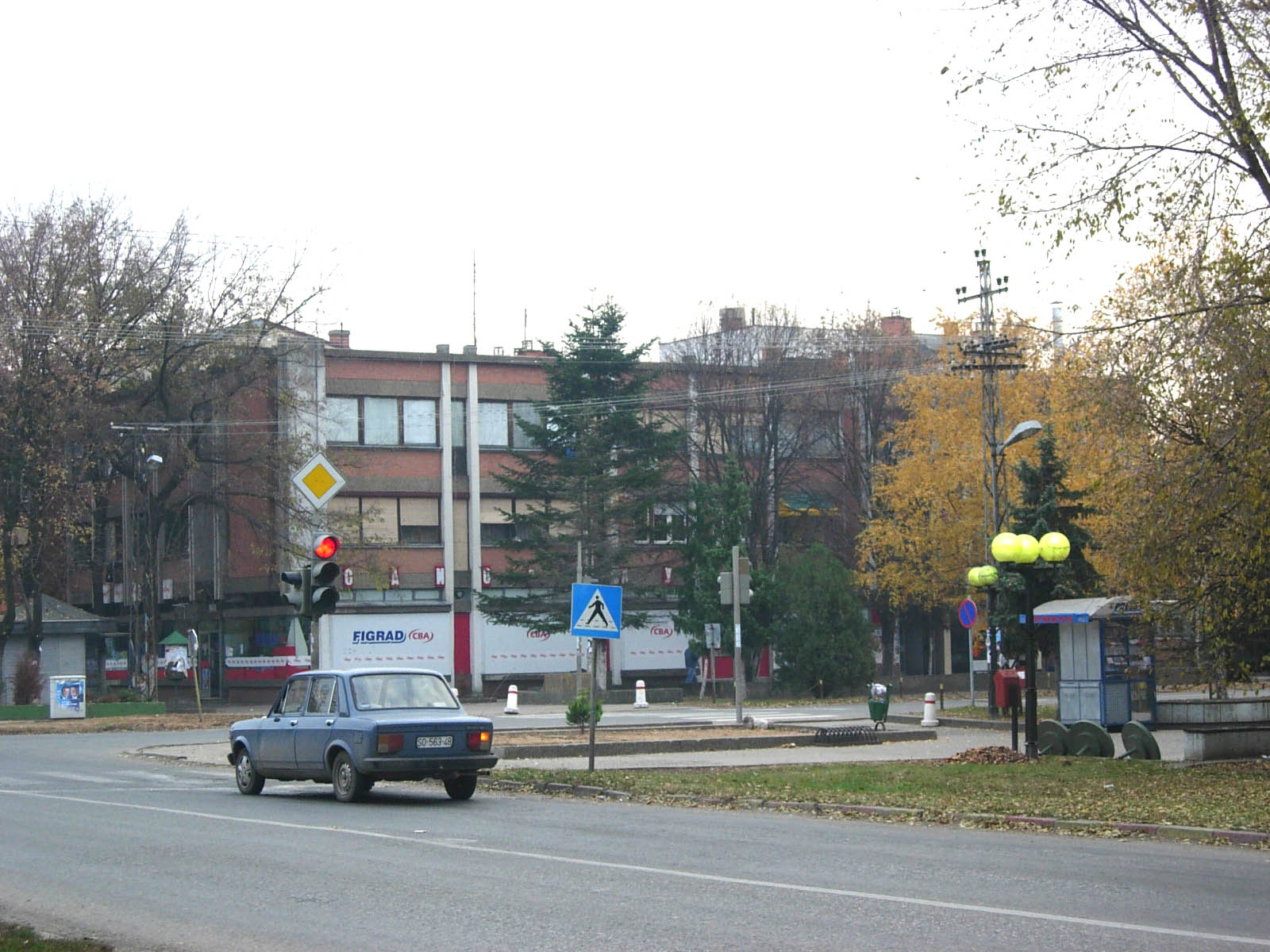
Im Stadtzentrum von Crvenka

Gegen Ende des Zweiten Weltkriegs, am 6.–8. Oktober 1944 verübten Angehörige der SS ein Massaker an ca. 700 jüdischen Zwangsarbeitern, die sich auf einem Todesmarsch aus Bor (Serbien) befanden. Zugleich setzte die Fluchtbewegung eines Großteils der deutschstämmigen Bewohner (90 %) Crvenkas ein. Von den in Crvenka zurückgebliebenen Einwohnern kamen 312 in Lagern um. Von den etwa 7000 im Oktober 1944 geflüchteten Bewohnern haben viele in München und Umgebung, in Baden-Württemberg, in Rheinland-Pfalz, in Österreich, in Kanada und in den USA eine neue Heimat gefunden. Die jugoslawischen Behörden siedelten andere Bevölkerungsschichten im Ort an, die bestehenden Häuser erhielten Siedler aus Bosnien und Montenegro. Die ethnische Struktur des Ortes änderte sich, und die durch den Exodus der Donauschwaben entstandenen Siedlungslücken wurden wieder geschlossen.

## Sport
Das Aushängeschild der Stadt ist der Handballverein RK Crvenka.

## Bevölkerung
Bei der Ansiedlung zogen 610 Familien mit ca. 2500 Personen in 453 fertiggestellte Häuser ein. Durch Krankheiten und Epidemien (Ruhr) kam es zu einem Bevölkerungsrückgang, erst im Jahre 1808 konnte die ursprüngliche Zahl wieder erreicht werden. Bis 1869 stieg die Einwohnerzahl bis auf ca. 6900 und bis 1900 waren es ca. 7600. Bei der Volkszählung 1931 wurden fasst 10.000 Personen registriert, davon ca. 7000 mit deutscher Volkszugehörigkeit.
Heute leben in Crvenka überwiegend Serben, Montenegriner und Ungarn.

## Wirtschaftsstruktur

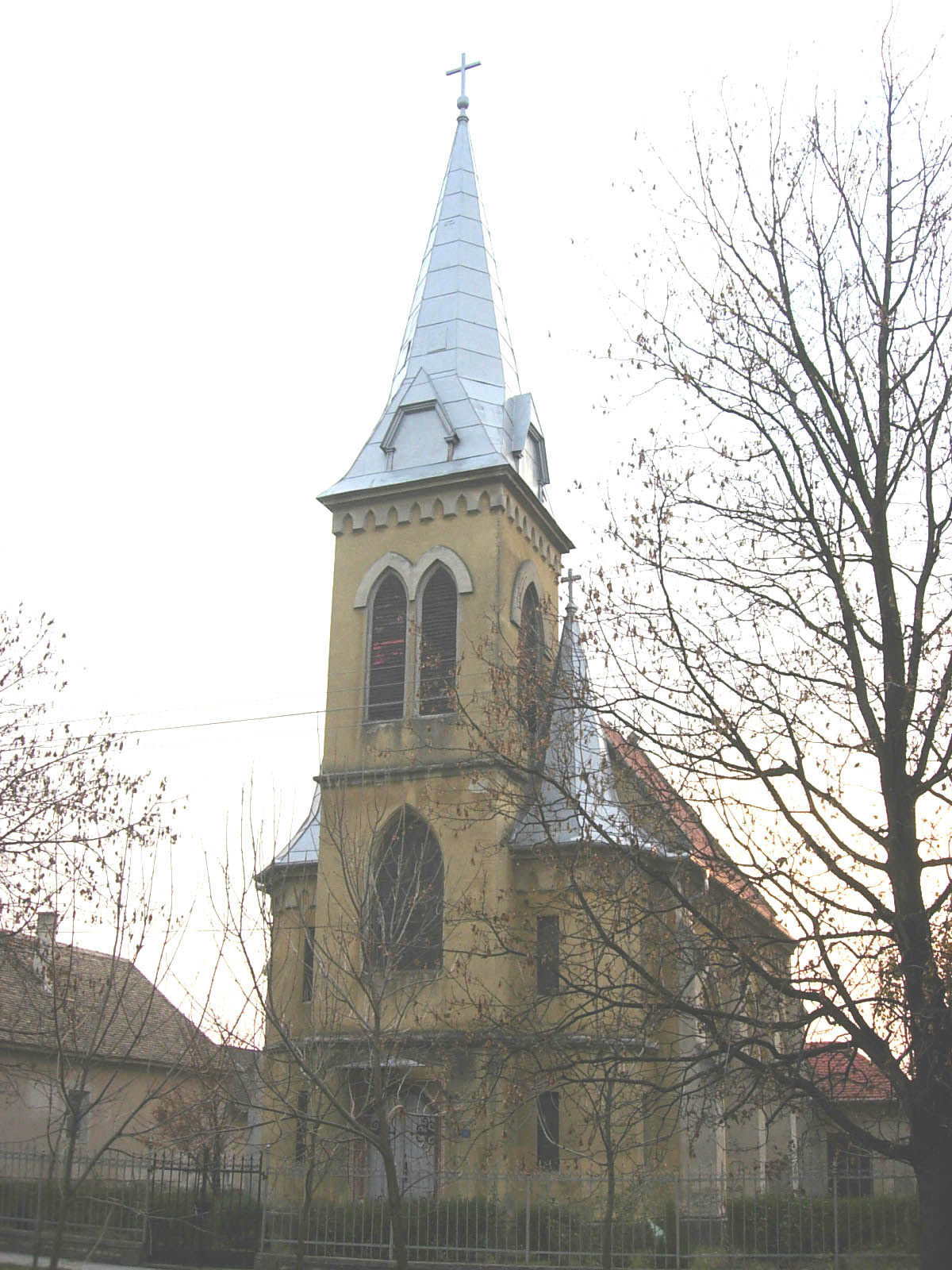
Katholische Kirche Herz Jesu

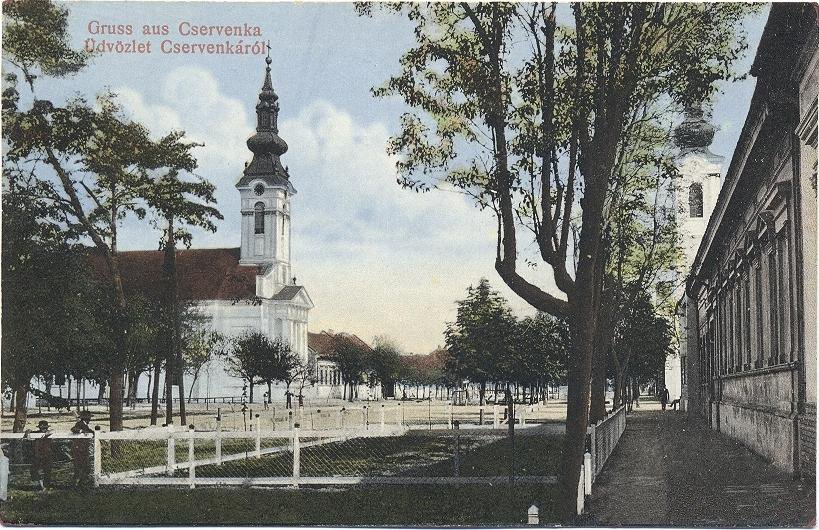
Evangelische Kirche von 1879 bis 1947

Die Wirtschaftsstruktur der Gemeinde wurde hauptsächlich von der Landwirtschaft, dem Weinbau, der Zuckerfabrik, der Spiritusfabrik, der Viehzucht und der Nahrungsmittelproduktion bestimmt, deren Produkte größtenteils exportiert wurden.
Eine Besonderheit des Ortes waren die 630 Weinkeller, die sich mit dem typischen runden Vorbau aneinandergereiht den Hang der Telečka entlang zogen. Die Keller drang weit in den Lößhang hinein. Jeder Winzer hatte seinen eigenen Weinkeller als persönliches Weinlager.

## Persönlichkeiten

### Hier geboren
- Wilhelm Rátz (* 1882; † 1952), Prediger der Deutschen Ev. Kirchengemeinde zu Preßburg
- Dušan Salatić (* 1929), ehemaliger serbischer Professor und Schriftsteller
- Siegfried Lamnek (* 1943), deutscher Soziologe
- Ratko Svilar (* 1950), ehemaliger serbischer Fußballspieler
- Marin Trenk (* 1953), deutscher Ethnologe
- Zorica Vojinović (* 1958), ehemalige serbische Handballspielerin
- Nebojša Jokić (* 1968), ehemaliger serbischer Handballspieler und -trainer
- Jožef Holpert (* 1988), ehemaliger serbischer Handballspieler
- Sara Savatović (* 1993), serbische Hammerwerferin